# Wolfgang Fahrian
Wolfgang Fahrian (Klingenstein, 31 de maio de 1941 — Blaustein, 13 de abril de 2022) foi um futebolista alemão que atuava como goleiro.

## Carreira
Wolfgang Fahrian fez parte do elenco da Seleção Alemã na Copa do Mundo de 1962. 